# Владимировка (Сандиктауський район)
Влади́мировка (каз. Владимировка) — село у складі Сандиктауського району Акмолинської області Казахстану. Входить до складу Максимовського сільського округу.
Населення — 211 осіб (2021; 272 у 2009, 453 у 1999, 666 у 1989).
Національний склад станом на 1989 рік:
- росіяни — 53 %;
- німці — 40 %.